# Cs (digráf)
A Cs digráf a magyar ábécében. A C és az S betűk kombinációja. Kiejtése: [t͡ʃ].
A magyar ábécében a C és a D betűk között foglal helyet.
A legtöbb digráfhoz hasonlóan a Cs sincs kódolva egyetlen betűként, így a számítógépen mindig a C és az S betűk összekapcsolásával jelenik meg.